# Moteur V6 Ford Cologne
Le Moteur V6 Ford Cologne est une série de moteurs V6 calés à 60°. Ce bloc en fonte, produit pendant cinquante ans par la Ford Motor Company à Cologne, Allemagne, est apparu en 1965. Avec le moteur anglais Ford Essex V6 et les moteurs américains Buick V6 et GMC Truck V6, il est parmi les premiers V6 de série produit au monde.
Tout au long de sa production le V6 Cologne a évolué à partir des cylindrées des moteurs de 1,8 L, 2,0 L , 2,3 L, 2,4 L, 2,6 L, 2,8 L, 2,9 L et 4,0 litres. Tous, à l'exception du dérivé Cosworth 24 soupapes et plus tard des moteurs SACT de 4,0 litres, étaient des moteurs à soupapes en tête à poussoirs, avec un seul arbre à cames.
À l'origine le V6 Cologne était installé dans des véhicules destinés à l'Allemagne et à l'Europe continentale, tandis que le V6 Essex britannique était utilisé sur des voitures destinées au marché britannique. Plus tard, le V6 Cologne a largement remplacé le V6 Essex pour les véhicules britanniques. Ces moteurs étaient également utilisés aux États-Unis, notamment dans les camions compacts.
Le V6 Cologne a été conçu pour être compatible en remplacement du moteur Ford Taunus V4. Les deux moteurs possédaient en commun le même schéma de fixation de la transmission, les mêmes supports moteur et, dans de nombreuses versions, une culasse avec des passages d'échappement "siamois", réduisant les trois sorties de gaz d'échappement à deux de chaque côté. Cette dernière configuration excellente pour la compatibilité, était cependant médiocre pour les performances. Les 2,4 L, 2,8 L (aux États-Unis), 2,9 et 4,0 L avaient trois sorties d'échappement, ce qui leur donnait un meilleur rendement.
Les moteurs était disponibles en versions carburateur et injection.

## Première génération

### 1,8 litre
La plus petite version du V6 était le 1,8 litre (1 812 cm3) avec un alésage et course de 80 × 60 mm. Sa puissance était de 82 ch (60 kW) et 135 N m de couple. Sa seule application fut pour la Ford 17M P7.
Utilisations :
- 1968-1971 Ford 17M P7

### 2,0 litres
La cylindrée d'origine du V6 était de 2,0 litres (1 988 cm3) avec un alésage et course de 84 × 60,14 mm. Sa puissance était de 85 ch (63 kW) et 151 N m de couple ou 90 ch (66 kW) et 158 N m de couple.
Utilisations :
- 1964-1967 Ford Taunus 20M (P5)
- 1967-1968 Ford 20M (P7.1)
- 1968-1971 Ford 20M (P7.2)
- 1969-1981 Ford Capri I - III
- 1970-1976 Ford Taunus TC
- 1976-1979 Ford Taunus II
- 1979-1982 Ford Taunus III
- 1975-1977 Ford Granada I
- 1977-1985 Ford Granada II
- 1982 Ford Sierra (non disponible sur les modèles britanniques)

### 2,3 litres
La première augmentation de cylindrée du V6 est apparue en 1967. C'était le 2,3 litres de 2 293 cm3 avec un alésage et course de 90 × 60,14 mm. La puissance s'élevait à 108 ch (79 kW) ou 114 ch (84 kW) et 176 N m de couple pour les culasses noire/grise. Pour les culasses haute compression (Super High Compression) la puissance atteignait 125 ch (92 kW) pour 187 N m de couple.
Utilisations :
- 1967-1968 Ford 20M P7
- 1969-1971 Ford 17M RS
- 1968-1971 Ford 20M P7b
- 1969-1974 Ford Capri I
- 1974-1978 Ford Capri II
- 1978-1985 Ford Capri III
- 1971-1976 Ford Taunus TC
- 1976-1979 Ford Taunus II
- 1979-1982 Ford Taunus III
- 1977-1979 Ford Cortina IV
- 1979-1982 Ford Cortina V
- 1972-1977 Ford Granada I
- 1977-1985 Ford Granada II
- 1982-1984 Ford Sierra I
- 1968 Siva Sirio
- 1968 LMX 2300 HCS GT

### 2,4 litres
La version 2,4 L n'était utilisée qu'en Europe. Comme la version 2,9 L, l'arbre à cames était entraîné par une chaîne et disposait d'un système d'injection de carburant (EFI) et de la gestion du moteur Ford CEE-IV. L'alésage et course était de 82 × 74 mm. La puissance était de 125 ch (92 kW) à 5 800 tr/min pour 184 N m de couple à 3 500 tr/min.
Utilisations :
- Ford Granada III
- Ford Scorpio

### 2,6 litres
Le plus gros V6 de première génération était le 2,6 litres (2 550 cm3 commercialisé en 1969. Il avait un alésage et course de 90 × 66,8 mm. La puissance sortie atteignait 123 ch (90 kW) pour 205 N m de couple.
Utilisations :
- 1969-1971 Ford 20M RS
- 1969-1971 Ford 26M
- 1970-1974 Ford Capri
- 1972-1977 Ford Granada

### 2,6 RS
Une version spéciale haute performance de 2,6 litres apparu à la même époque avec un alésage et course de 90 × 69 mm. Avec le système d'injection de carburant, il produisait 150 ch (110 kW) et 219,5 N m de couple. C'était le seul moteur de première génération à être équipé d'une injection. Sa seule utilisation était sur la Ford Capri RS 2600 de 1970 jusqu'à 1973 ou elle fut remplacée par la RS 3100. Weslake développa une version compétition de ce moteur réalésé à 96 mm permettant d'atteindre une cylindrée de 3,0 litres et produisant plus de 320 ch (235 kW).
- 1970-1973 Ford Capri 2600 RS

## Deuxième génération

### 2,8 litres
Le V6 Cologne de deuxième génération apparu en 1974. Sa cylindrée était de 2,8 litres (2 792 cm3) grâce à un alésage et une course de 93,03 × 68,5 mm et il utilisait un arbre à cames entraîné par engrenages. La version européenne utilise un collecteur d'échappement "siamois" à deux sorties, similaire à celui utilisé sur le V4, tandis que la version américaine utilise des culasses à trois sorties. L'approche européenne a été utile dans la mesure où les voitures existantes dotées du moteur V4 pouvaient être mises à niveau avec une relative facilité. La puissance s'échelonnait de 90 ch (66 kW) à 115 ch (85 kW) pour le marché américain et de 130 ch (96 kW) à 158 ch (116 kW) pour le marché européen en fonction du modèle.
En Europe, le 2,8 L a été produit en version carburateur de 132 ch (97 kW), avec l'injection mécanique (Bosch K-Jetronic) de 160 ch (118 kW), et l'injection électronique (Ford EEC-IV) de 150 ch (110 kW). L'injection électronique ne fut disponible que sur les modèles Granada 2,8 litres pendant un an avant d'être remplacée par la version 2,9 litres.
Les options de réglage sont très limitées avec les modèles Bosch K-Jetronic. Les ports d'admission et d'échappement siamois du 2,8 L ne permettant de gagner de la puissance qu'avec une induction forcée ou grâce à un réalésage. Un réglage normal n'apportant qu'un gain de puissance mineur. Le MFI 2.8 Cologne (Capri/Sierra 2.8i) utilise une configuration d'admission très restreinte, et aucun kit d'admission performant n'est disponible pour cette raison.
Ford commercialisa une série limitée d'environ 150 "Capri Turbo" avec des moteurs 2,8 L turbocompressés. Ces moteurs arboraient le logo RS et utilisaient une version commerciale d'un kit de carrosserie proposé par un concessionnaire Ford en Allemagne.
Les TVR Tasmin/280i ont utilisé le V6 Cologne 2,8 litres avec système d'injection Bosch K-Jetronic, tout comme la première série 'S' de TVR avec le 2,8 L et la version injection électronique du 2,9 litres.
Utilisations :
- TVR 280i/Tasmin
- TVR S1
- Ford Ranger
- Ford Bronco II
- Ford Aerostar
- Ford Pinto
- Mercury Bobcat
- Mercury Capri
- Ford Mustang II
- Ford Mustang (3e génération 1979)
- Ford Granada
- Ford Capri III
- Ford Sierra XR4x4 et XR4i
- Ford Scorpio Ford Scorpio
- Bandvagn 206
- Reliant Scimitar (à partir de 1979)
- Panther Kallista

### 2,9 litres

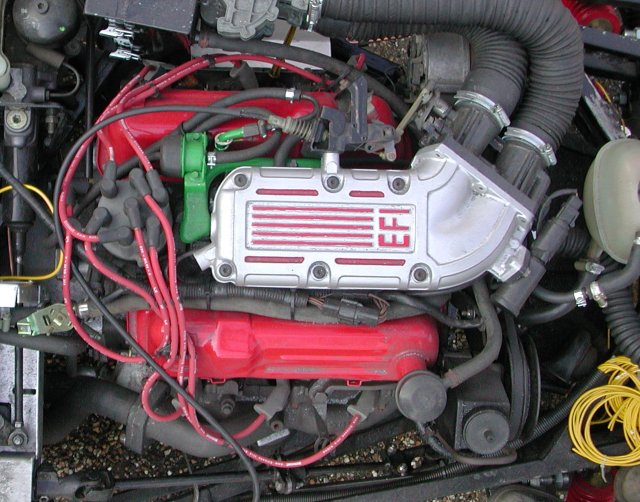
Vue du dessus d'un 2,9 litres à injection (l'avant est à droite) avec le décalage prononcé des rangées de cylindres. La chambre d'admission est en argent et la rampe d'alimentation est vert.

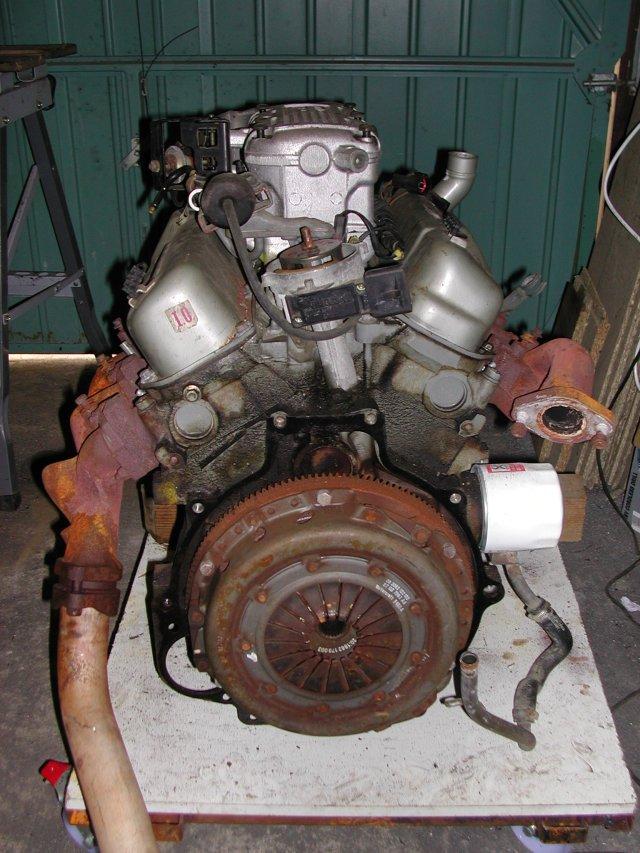
Vue arrière d'un 2,9 litres côté volant. Notez les 60° entre les rangées de cylindres.

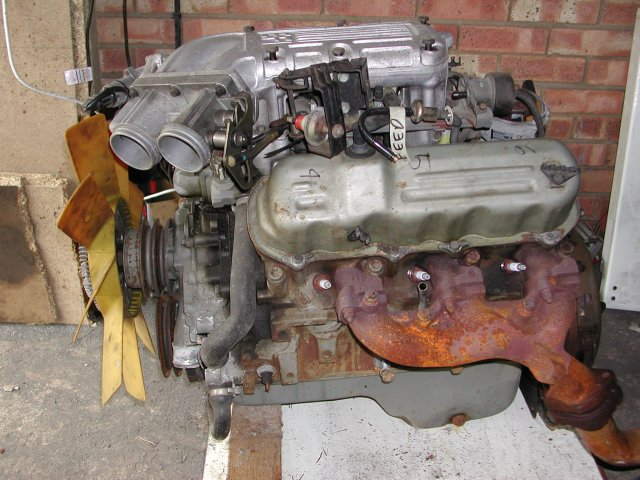
Côté gauche d'un 2,9 litres. Contrairement au 2,8 L, le 2,9 L ne fusionne pas les trois orifices d'échappement en deux tubes collecteurs.

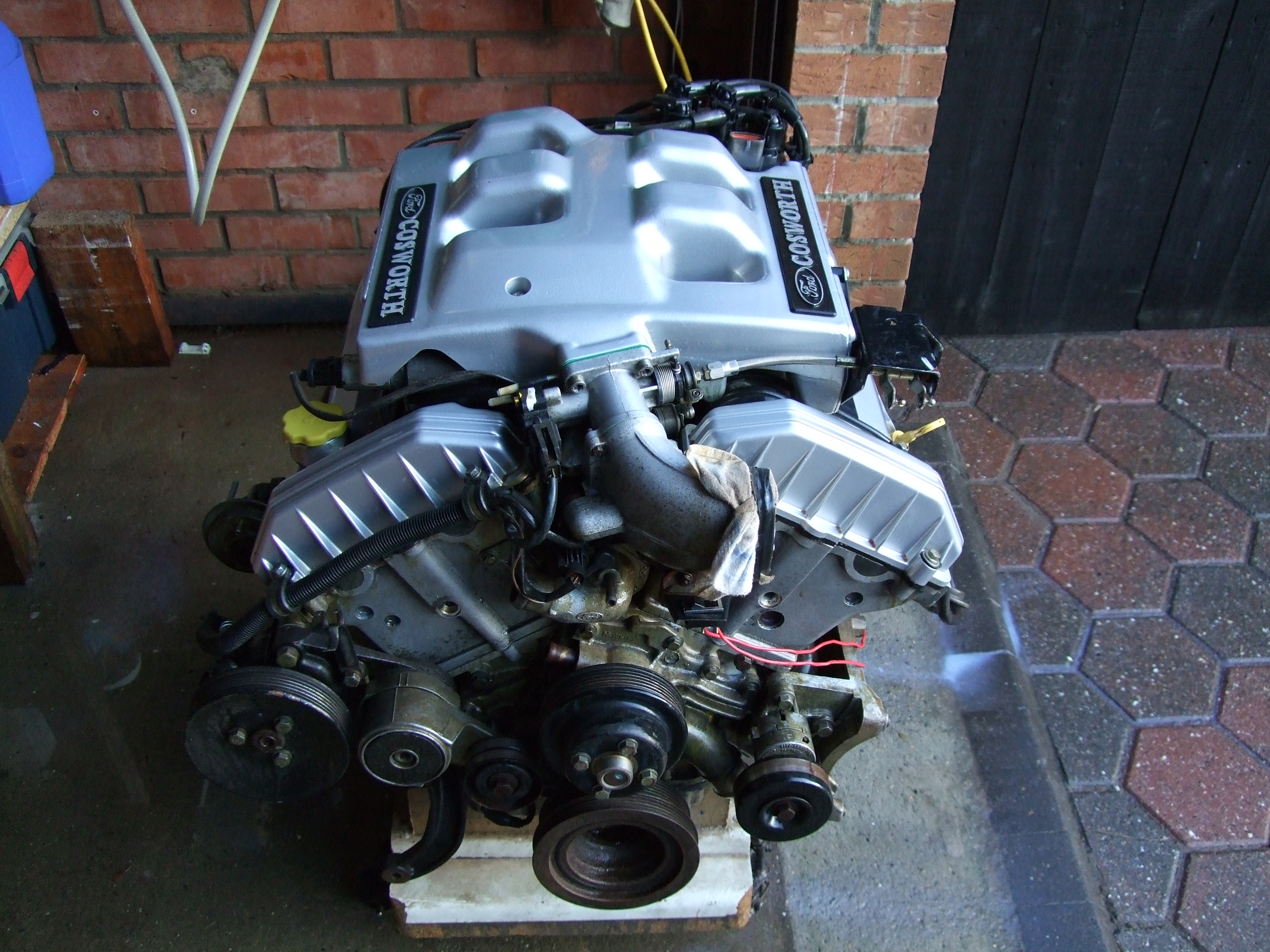
V6 Cologne 24v BOA de 2932 cm3 conçu par Cosworth

Le 2,9 litres partagent la même conception de base que le 2,8 L, sauf quelques subtiles différences. L'arbre à cames est entraîné par chaîne à la place des engrenages et tourne dans le même sens que le vilebrequin. La disposition des soupapes d'échappement est différente, éliminant le "point chaud" qui existait sur le modèle 2,8 L. Les culasses arborent également un collecteur d'échappement à trois sorties plus conventionnel. La puissance a été évaluée à 142 ch (104 kW) à 4 600 tr/min et 230 N m de couple à 2 600 tr/min pour les camions légers (1986-92 Ranger et 1986-90 Bronco II), 146 ch (107 kW) à 4 800 tr/min pour le Merkur Scorpio sur le marché américain et 150 à 160 ch (118 kW) pour le marché européen. L'alésage et course était de 93 × 72 mm pour une cylindrée totale de 2 935 cm3.
En Europe, ce moteur était généralement équipé du système d'injection Bosch L-Jetronic associé à la gestion du moteur EEC-IV de Ford. Cette différence par rapport au modèle 2,8 litres rendait cette version plus populaire pour réaliser des modifications (généralement l'ajout d'un turbocompresseur) auprès de sociétés comme Janspeed et Turbo Technics.
Utilisations :
- TVR S2/S3 (C)/S4C
- Ford Bronco II
- Ford Ranger
- Ford Sierra XR 4X4
- Ford Granada
- Ford Scorpio
- Ford Transit
- Merkur Scorpio
- Panther Kallista

### 2,9 L Cosworth
Une version spéciale à double ACT (QUAD CAM) du 2,9 L fut créée par Cosworth Engineering en 1991. Bien que partageant le même bloc que la version standard 2,9 L, la puissance atteignait 195 ch (143 kW) avec une valeur de couple portée à 373 N m à 4 500 tr/min. Ce moteur (code BOA) fut utilisé dans la Ford Scorpio Cosworth 24V. Cette configuration du moteur était uniquement associée à une boîte de vitesses automatique A4LDe améliorée avec commande de changement de vitesse électronique partielle. Aucune boîte de vitesses manuelle n'était proposée en usine.
Le bloc standard Ford fut usiné différemment pour améliorer la résistance. Au lieu d'une came unique, une chaîne de distribution duplex sans fin de 2,2 m à tension hydraulique était utilisée pour entraîner les arbres à cames située dans la culasse. La pièce moulée et les roulements de l'arbre à cames standard étaient réutilisés pour l'entraînement de la pompe à huile. L'allumage était contrôlé par un système EDIS-6 qui devint standard.
Le moteur était connu pour son augmentation substantielle de puissance délivrée au-dessus de 4 000 tr/min par rapport à la version non modifiée. Ce moteur est devenu un choix populaire comme moteur de remplacement pour les Ford Sierra XR4x4 et XR4i.
Une version améliorée de ce moteur (code BOB) était disponible dans la Ford Scorpio restylée de 1995. Les différences comprenaient deux chaînes simplex avec tendeurs hydrauliques et l'ajout d'un système d'admission de longueur variable appelé VIS. La puissance augmentée atteignait 213 ch (157 kW). Ce moteur était couplé à une transmission automatique A4LDE entièrement gérée électroniquement.

### 4,0 litres

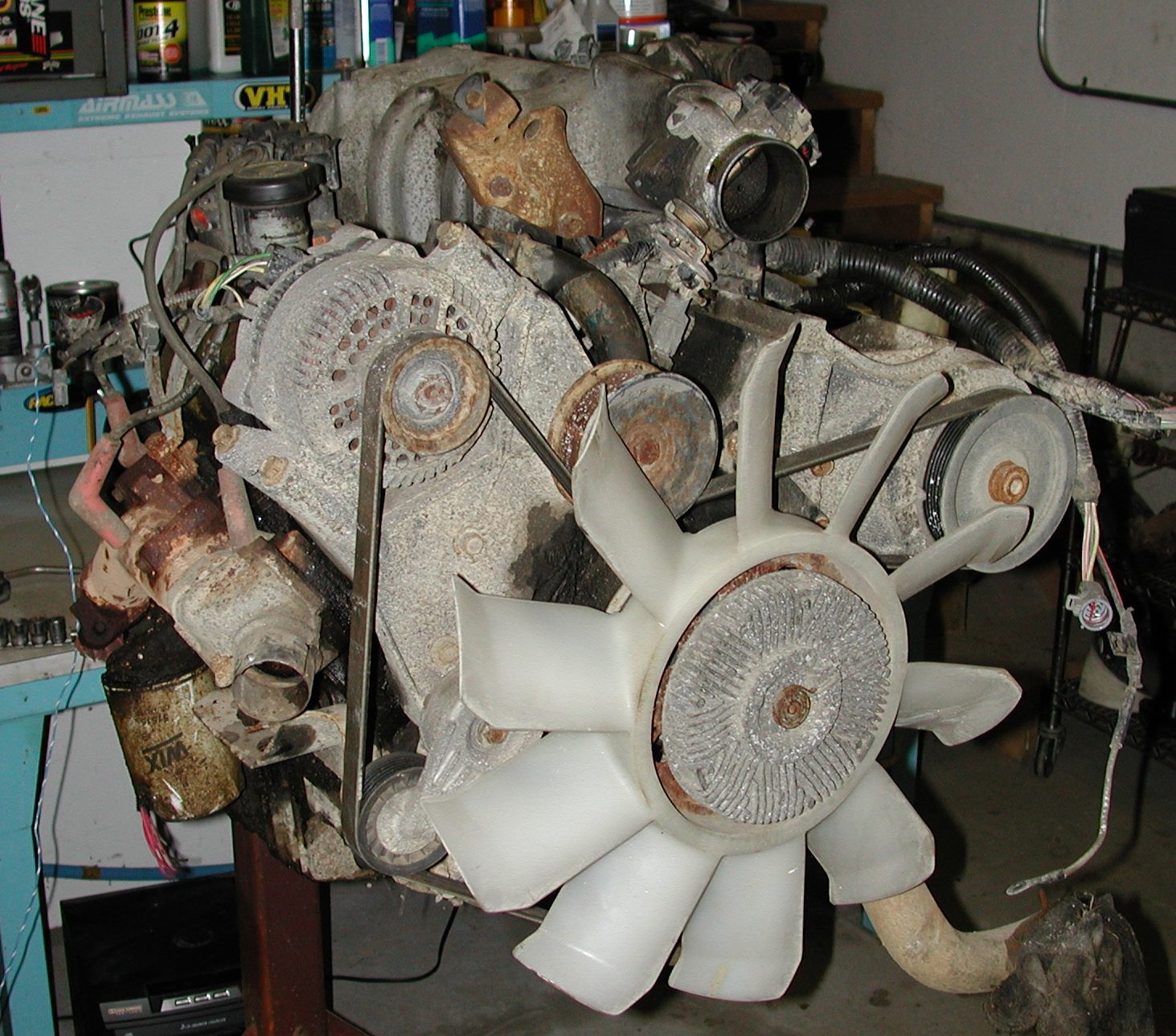
4,0 L de Ford Ranger de 1992

Bien que produite en Allemagne à Cologne, la version culbutée de 3 958 cm3, avec alésage et course de 100 × 84 mm, n'était destinée qu'aux véhicules américains. Le moteur OHV a été produit jusqu'en 2000 et a été utilisé dans les Ford Explorer, Aerostar, Ranger et Mazda B4000. La puissance était de 162 ch (119 kW) et 305 N m de couple. Certaines versions développant 157 ch (115 kW) ont été utilisées dans les années 1990-1992.
Utilisations :
- Ford Ranger/Mazda série B
- Ford Explorer/Mazda Navajo
- Cross Lander 244X
- 1990-1997 Ford Aerostar

#### DACT
La version DACT (SOHC en anglais) est apparu en 1997 dans le Ford Explorer, aux côtés de la version originale avec tiges de poussée. Elle dispose d'un collecteur d'admission à longueur variable (abandonné en 1998, remplacé par une admission standard) et produit 213 ch (157 kW) et 344 N m de couple. Il utilise un arbre de transmission à la place d'un arbre à cames pour entraîner une chaîne de distribution pour chaque culasse. Trois chaînes de distribution sont utilisées, une du vilebrequin à l'arbre de transmission, une à l'avant du moteur pour entraîner la came pour le banc gauche, et une à l'arrière du moteur pour entraîner la came pour le banc droit. Ford a progressivement abandonné ce moteur au profit du Duratec 37, plus puissant et plus efficace.

##### Problèmes de synchronisation des chaînes
Le moteur 4,0 L SOHC était connu pour le risque de rupture des guides de chaîne de distribution et des tendeurs OEM, entraînant un cliquetis de chaîne de distribution ou un «cliquetis mortel». Ce problème peut survenir dès 45 000 mi (72 420 km) sur certains véhicules. Lorsque le moteur tourne pendant une période prolongée avec ce problème, les chaînes peuvent se décaler, endommageant culasses et soupapes.
Le cliquetis de la chaîne de distribution a été atténué au cours des dernières années de la version DACT (dans la plupart des véhicules, après 2002) avec des cassettes et des tendeurs améliorés. Ce problème se produit avec une fréquence variable sur certains véhicules Ford équipés du moteur DACT, y compris les Ford Mustang, Ford Explorer et Ford Ranger. Le 4,0 L OHV n'est pas affecté par ce problème.

### Autres versions
Une version du moteur est utilisée dans les Land Rover LR3 et Ford Courier en Australie et au Canada, produisant 219 ch (161 kW) 339 N m de couple à 3 000 tr/min. La version Land Rover de ce moteur est devenue indisponible aux États-Unis en 2008.
Utilisations :
- 2001-2012 Ford Ranger
- 2001-2010 Mazda B4000
- 1997-2010 Ford Explorer/Mercury Mountaineer
- 2004-2006 Ford Courier
- 2005-2010 Ford Mustang
- 2005-2009 Land Rover LR3

La version Land Rover du bloc moteur en fonte a des pièces moteur moulées et des surfaces usinées différentes pour les supports moteur et le capteur de cliquetis du moteur du support gauche. Le carter moteur (carter d'huile supérieur) a un trou fileté et taraudé pour un capteur de température d'huile moteur.

## Turbo et suralimentation
Un certain nombre d'entreprises ont produit des versions suralimentées du moteur.
Janspeed a produit des moteurs 2,8 et 2,9 L à simple et double turbo.
Sprintex a produit des moteurs 2,8 et 2,9 L suralimentés par compresseur volumétrique.
Turbo Technics a produit des moteurs à simple et double turbo 2,8 et 2,9 L :
- 2,8 L simple turbo 203 ch (149 kW)
- 2,8 L simple turbo 233 ch (171 kW)
- 2,8 L simple turbo 233 ch (171 kW)
- 2,8 L double turbo 284 ch (209 kW)
- 2,9 L double turbo 228 ch (168 kW)
- 2,9 L double turbo 253 ch (186 kW)
- 2,9 L double turbo 284 ch (209 kW)
- 2,9 L double turbo 327 ch (241 kW) MINKER

Explorer Express a également développé une série de systèmes de suralimentation de type Eaton Roots produisant entre 0,41 et 0,76 bar de pression de suralimentation pour le moteur 4,0 L. Moddbox produit également un kit permettant d'adapter un compresseur Eaton M90 issu d'une Thunderbird Super Coupé sur le moteur 4,0 L SOHC.
Un nombre limité de moteurs BOA/BOB 24 soupapes ont une version suralimentée comme la version de course du moteur BOA appelée BOE (à aspiration atmosphérique) :
- le 2,3 L turbo était disponible dans les 20M/Capri/Granada/OSI et produisait 191 ch (140 kW)
- un 2,6 L turbo était disponible dans certaines voitures produisant 210 ch (154 kW)
- le 2,8 L turbo est venu plus tard avec 203 ch (149 kW)

Une version turbo Eichberg 2.8i était également disponible.

## Augmentation de la cylindrée
En 1991, des versions réalésées des moteurs 2,8 et 2,9 L (atteignant respectivement 3,5 et 3,7 litres) ont été développées et produites par DP Davies et vendues par sa société, VeeTech Engineering (maintenant RND Engineering) au Royaume-Uni.
Deux sociétés (Power Engineering et Specialized Engines) produisent encore ce type de transformations pour les moteurs 2,8 et 2,9 L.